# Società Sportiva Fiamma Monza 1980
Questa voce raccoglie le informazioni riguardanti la Società Sportiva Fiamma Monza nelle competizioni ufficiali della stagione 1980.

## Organigramma societario

### Area tecnica
- Dirigente accompagnatore: Natalina Ceraso Levati
- Massaggiatore: Franco Villa

## Rosa
Rosa aggiornata alla fine della stagione.
| N. |                   | Ruolo | Calciatrice          |
| -- | ----------------- | ----- | -------------------- |
| 4  | Italia (bandiera) | D     | Maria Grazia Appiani |
| 7  | Italia (bandiera) | C     | Rossana Beretta      |
| 10 | Italia (bandiera) | A     | Mara Bonazzi         |
| 11 | Italia (bandiera) | C     | Eleonora Brambilla   |
| 5  | Italia (bandiera) | D     | Anna Caccia          |
| 1  | Italia (bandiera) | P     | Annita Camedda       |
| 2  | Italia (bandiera) | D     | Elena Castellani     |
| 9  | Italia (bandiera) | A     | Ileana Colzani       |
| 6  | Italia (bandiera) | D     | Tiziana D'Orio       |
| 5  | Italia (bandiera) | D     | Rosaria Dassi        |
| 9  | Italia (bandiera) | A     | Monica Gariboldi     |
| 7  | Italia (bandiera) | A     | Alberta Mainotti     |

| N. |                   | Ruolo | Calciatrice          |
| -- | ----------------- | ----- | -------------------- |
| 10 | Italia (bandiera) | A     | Marcella Massa       |
| 2  | Italia (bandiera) | D     | Paola Oggioni        |
| 3  | Italia (bandiera) | D     | Lucia Pernazza       |
| 6  | Italia (bandiera) | C     | Angela Polselli      |
| 4  | Italia (bandiera) | D     | Nadia Romolo         |
|    | Italia (bandiera) |       | Loredana Rossi       |
| 11 | Italia (bandiera) | A     | Gabriella Rotelletti |
|    | Italia (bandiera) | C     | Wanda Silva          |
| 8  | Italia (bandiera) | A     | Giovanna Stafetta    |
| 9  | Scozia (bandiera) | A     | Mary Strain          |
| 1  | Italia (bandiera) | P     | Joanne Tomè          |